# Auténtica (álbum)
Auténtica es el segundo álbum de estudio de la cantante española, Merche. Lanzado el 27 de enero de 2004 por Vale Music.

## Lista de canciones
- 01 - Me han vuelto loca - 3:27
- 02 - Abre tu mente - 3:50
- 03 - No tengo vida - 4:10
- 04 - Distancia - 3:40
- 05 - Esa chica de ayer - 3:37
- 06 - Mejor sola - 3:01
- 07 - Vete de aquí - 3:04
- 08 - Noches de plata - 3:16
- 09 - Pasar de los demás - 3:10
- 10 - Porque - 3:36
- 11 - Me dejas - 4:24
- 12 - Ya te encontré - 3:10
- 13 - No se vivir sin ti (dúo con Álex Casademunt) - 4:00

## Listas

### Semanales
| País/Continente | Ranking         | Primera semana | Posición de ingreso | Mejor posición | Semanas en la mejor posición | Semanas en el ranking | Última semana |
| --------------- | --------------- | -------------- | ------------------- | -------------- | ---------------------------- | --------------------- | ------------- |
| Europa          |                 |                |                     |                |                              |                       |               |
| España          | Top 100 álbumes | 2004           | 7                   | 7              | 1                            | 63                    | 23/04/2006    |

### Anuales
2004
| País   | Ranking       | Posición |
| ------ | ------------- | -------- |
| Europa |               |          |
| España | Top 50 Albums | 49       |

### Copias y certificaciones
| País   | Proveedor  | Año  | Certificación | Copias certificadas |
| Europa |            |      |               |                     |
| España | Promusicae | 2006 | Platino       | +80 000             |